# قرار مجلس الأمن التابع للأمم المتحدة رقم 2235
قرار مجلس الأمن التابع للأمم المتحدة رقم 2235، المتخذ بالإجماع في 7 أغسطس 2015. والذي أعطي الضوء الأخضر لإنشاء آلية تحقيق مشتركة لتحديد الأفراد والكيانات والجماعات والحكومات المسؤولة عن استخدام الأسلحة الكيميائية في الحرب الأهلية السورية.